# Sembrando sueños
Sembrando sueños es una película independiente documental española de 2023, dirigida por Alfonso Sánchez y escrita por Ana Graciani, centrado en la figura de los hermanos Álvarez Quintero. Contiene intervenciones de Sánchez junto a Alberto López, Antonia Gómez y Carmen Canivell. Se estrenó en el Festival de Cine Iberoamericano de Huelva el 10 de noviembre de 2023, y tiene previsto su estreno en salas comerciales para el 15 de febrero de 2024, bajo la autodistribución de la productora Enciende Televisión.

## Trama
El documental busca homenajear la figura de Serafín y Joaquín Álvarez Quintero, dos populares literatos andaluces nacidos hace 150 años que escribieron más de 200 obras, creando escuela y llenando teatros por toda España, y que llegaron a inspirar más de medio centenar de películas.

## Intervenciones
- Alberto López
- Antonia Gómez
- Alfonso Sánchez
- Carmen Canivell
- Santiago Segura[3]
- Arturo Pérez-Reverte[3]
- José Mota[3]
- Alfonso Guerra[3]
- Marta Palenque[3]
- Lola Pons Rodríguez[3]
- Mariano de Paco Serrano[3]

## Producción
El 7 de julio de 2023, se anunció que el director Alfonso Sánchez estaba preparando un documental sobre los hermanos Álvarez Quintero, titulado Sembrando sueños, en honor al 150 aniversario de su nacimiento. En adición a las intervenciones de Sánchez, Alberto López, Antonia Gómez y Carmen Canivell, también cuenta con testimonios de Santiago Segura, Arturo Pérez-Reverte, José Mota, Alfonso Guerra, Marta Palenque, Lola Pons Rodríguez y Mariano de Paco Serrano, además de audio de archivo de los Álvarez Quintero en programas radiofónicos de la época.

## Lanzamiento y marketing
El 20 de octubre de 2023, se anunció que Sembrando sueños sería estrenado como la película de apertura en el Festival de Cine Iberoamericano de Huelva el 10 de noviembre de 2023.Tras esto, se volvió a proyectar en el Festival de Jérez el 19 de noviembre de 2023, en el Festival de Cine Europeo de Sevilla el 25 de noviembre y en una sesión exclusiva en el cine Cineapolis Utrera el 28 de noviembre. En febrero de 2024, la productora del documental, Enciende Televisión, anunció que el documental tendría un preestreno el 14 de febrero de 2024 en el Cine Cervantes de Sevilla, donde ya se proyecto para el Festval de Sevilla, antes de estrenarse oficialmente en salas de cine comerciales de forma independiente al día siguiente, el 15 de febrero de 2024.

## Recepción

### Taquilla
En su primera semana, Sembrando sueños se estrenó en 12 cines, coincidiendo principalmente con los estrenos de Madame Web, Bob Marley: One Love, Priscilla y Boonie Bears: Regreso a la tierra, entre otras cintas.

### Crítica
Sembrando sueños ha recibido críticas positivas por parte de los críticos. Lola Álvarez de Diario de Cádiz nombró la película "el mejor documental que he visto en mucho tiempo, y no solo sobre los Quintero, sino sobre nuestra tierra, nuestra cultura y nuestra gente" y elogiando que "han puesto en pie la inmensa obra de los Álvarez Quintero sacándola de la caverna a donde la condenaron tantos años de injusta y tendenciosa memoria" para concluir que "debería ser de pase obligado en escuelas, institutos y universidades". Fernando Gálligo Estévez de Cinemagavia le dio al documental un 7.5 de 10, destacando su "gran labor de revisiones de archivos y hemerotecas" y escribiendo que "resulta interesante conocer los primeros años de su trayectoria hasta ir consiguiendo el éxito y el reconocimiento de toda clase de públicos" y que la cinta "hace justicia a la ingente obra de los dos hermanos", concluyendo que es "un gran documental bien elaborado muy apropiado para conocer sin prejuicios la numerosa obra teatral que llegó al cine".